# Committee on Obscenity and Film Censorship
Le Committee on Obscenity and Film Censorship (en français Comité sur l'obscénité et la censure cinématographique), mieux connu sous le nom de Comité Williams, était un comité du ministère de l'Intérieur britannique durant les années 1970, présidé par le professeur Bernard Williams. La tâche du comité était de « revoir les lois concernant l'obscénité, l'indécence et la violence dans les publications, les expositions et les divertissements en Angleterre et au Pays de Galles, sauf dans le domaine de la radiodiffusion, et de revoir les dispositions relatives à la censure des films en Angleterre et au Pays de Galles ».

## Positionnement
Le comité a rapporté en 1979 que : « Compte tenu de la quantité de matériel sexuel explicite en circulation et des allégations souvent faites sur ses effets, il est frappant de constater que l'on peut trouver cas après cas de crimes sexuels et de meurtres sans aucune allusion à la présence de pornographie en arrière-plan ». Le rapport du Comité était manifestement influencé par la pensée libérale de John Stuart Mill, un philosophe grandement admiré par Williams, et qui utilisa le principe de liberté de Mill pour développer ce qu'il appelait la « condition de préjudice », selon laquelle « aucune conduite ne devrait être réprimée par la loi à moins qu'il ne puisse être démontré qu'il fait du mal à quelqu'un ».
Williams a conclu que la pornographie ne pouvait pas être démontrée comme étant nocive et que « le rôle de la pornographie dans l'influence de la société n'est pas très important... penser autre chose, c'est rendre le problème de la pornographie disproportionné par rapport aux nombreux autres problèmes auxquels notre société est confrontée aujourd'hui ». Le comité a signalé que, tant que les enfants étaient protégés contre leur exposition, les adultes devraient être libres de lire et de regarder de la pornographie comme bon leur semble.
Il a estimé que la variété existante de lois dans le domaine devrait être abandonnée, et que des termes tels que « obscène », « indécent » ou encore « dépravé » et « corrompu » « devraient être abandonnés car ils n'étaient plus utiles. Le Comité a estimé que les lois existantes devraient être remplacées par une nouvelle loi globale, en vertu de laquelle la disponibilité du matériel serait restreinte de manière à ne pas offenser les personnes raisonnables et à ne pas être accessible aux enfants. Les restrictions recommandées n'auraient pas été limitées au matériel qui impliquait de la nudité et/ou qui était sexuellement explicite. Les restrictions devaient s'appliquer à : « une matière (autre que le mot imprimé) et à une représentation dont la disponibilité illimitée est offensante pour des personnes raisonnables en raison de la manière dont elle dépeint, traite ou se rapporte à la violence, la cruauté ou l'horreur, ou sexuelle, les fonctions fécales ou urinaires ou les organes génitaux ».
Concernant la définition de la pornographie, la commission a déclaré qu'« une représentation pornographique est une représentation qui combine deux caractéristiques : elle a une certaine fonction ou intention, d'éveiller sexuellement son auditoire, et aussi un certain contenu, des représentations explicites de matériel sexuel, activité, etc. ».
Sur la différence entre « obscénité » et « pornographie », le comité a constaté que le mot « obscène » était un terme subjectif qui fait référence à la réaction des gens au matériel, et qu'« il exprime principalement une version intense ou extrême de ce que nous avons appelé « offensant ». Il se peut qu'il insiste particulièrement sur l'élément le plus aversif de cette notion, l'idée qu'un objet soit repoussant ou dégoûtant. La « pornographie » s'est toutefois avérée être « une expression un peu plus objective faisant référence à un certain type d'écriture, d'image, etc. La pornographie aura une certaine tendance à être obscène, mais ne le sera pas nécessairement... une tendance à être offensante y est intégrée, mais elle n'est même pas universellement offensante... Encore moins doit-elle être inévitablement très fortement offensante ou obscène ».
Quant à savoir si l'art pouvait être obscène, il a rapporté que « le travail ... peut être vécu comme offensant, et aussi connu comme ayant un intérêt  esthétique, mais dans le cas où les deux expériences ne se produisent pas en même temps, il s'agira d'œuvres jugées offensantes dans un premier temps, ou par un spectateur qui en reste éloigné, mais qui perd ce caractère pour quelqu'un qui y est impliqué. Il a cependant reconnu qu'« il serait imprudent de nier qu'il puisse y avoir des œuvres qui étaient et restaient offensantes, voire intensément offensantes ou obscènes».